# ماتوراتا
ماتوراتا (به لاتین: Maturata) یک منطقهٔ مسکونی در سری‌لانکا است که در استان مرکزی (سری‌لانکا) واقع شده‌است.